# Řád Karla XIII.
Řád Karla XIII. (švédsky: Kungliga Carl XIII:s orden) je švédský záslužný řád založený králem Karlem XIII. roku 1811. Od roku 1975 nepatří mezi švédská státní vyznamenání.

## Historie
Řád byl založen švédským králem Karlem XIII. 27. května 1811. Rozhodnutím z roku 1826 se švédští princové od svého narození stávají členy řádu.
V 70. letech byl švédský systém státních vyznamenání reorganizován. Od roku 1974 mohou být švédské řády uděleny pouze cizím státním příslušníkům a lidem bez státní příslušnosti s výjimkou králova práva, které má od roku 1995, na udělení Řádu Serafínů a Řádu polární hvězdy příslušníkům švédské královské rodiny.
Řád Karla XIII. však v roce 1975 přestal patřit mezi švédská státní vyznamenání. Řád tak i nadále mohou obdržet občané Švédska.

## Členství
Velmistrem řádu je vládnoucí švédský panovník. Členem řádu se může stát pouze svobodný zednář protestantského vyznání. 
Řád má tři duchovní členy, jimiž jsou kněží či biskupové švédské církve, a třicet laických členů, z nichž nikdy nesmí být více než deset cizinců, kteří musí být držiteli XI. stupně (čestný a nejvyšší stupeň) Švédského řádu Svobodných zednářů.
Dále jsou členy řádu všichni princové švédské královské rodiny, kteří se stávají členy řádu ihned po narození, ale nesmí nosit řádové insignie do okamžiku, než se stanou Rytíři a veliteli červeného kříže Švédského řádu Svobodných zednářů. Cizí princové královské krve mohou být přijati za čestné členy řádu, pokud jsou zároveň vyšším zednáři. I oni se po přijetí stávají plnohodnotnými členy řádu, ale nepočítají se do celkového limitního počtu žijících členů řádu. Těch nemůže být za žádných okolností více než 33. Do tohoto limitu se kromě zmíněných čestných členů nepočítají ani švédští princové.
Minimální věk pro členství v řádu je stanoven na 36 let s výjimkou švédských princů, kteří jsou členy řádu od narození.
Řád má pouze jednu třídu a příslušníci řádu se nazývají ledamöter (česky: člen). Švédský král je Herre och Mästare (česky: pán a mistr) tedy velmistr řádu.

## Insignie
Řádový odznak má tvar červeného zlatě lemovaného kříže s bíle smaltovaným kulatým medailonem uprostřed. V medailonu je zlatý monogram zakladatele, dvě proti sobě stojící C obklopená XIII. Na zadní straně je v medailonu zlaté písmeno G v rovnostranném trojúhelníku s černými a zlatými hranami. Tento symbol odkazuje na zednářství. Nad křížem je zlatá královská koruna. Odznak se nosí na červené stuze kolem krku. Na rozdíl od jiných zednářských dekorací může být řádový kříž nošen i mimo zednářskou lóži jako královský řád za zásluhy.

V roce 1822 k řádovým insigniím přibyl náprsní kříž. K řádovým insigniím patří i speciální róba určená pro slavnostní příležitosti přijímání nových členů do řádu. Noví členové jsou tradičně jmenováni 28. ledna.

Řád Karla XIII.
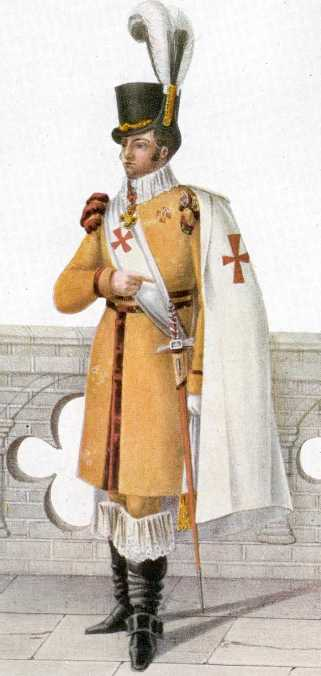
Ceremoniální róba Řádu Karla XIII.
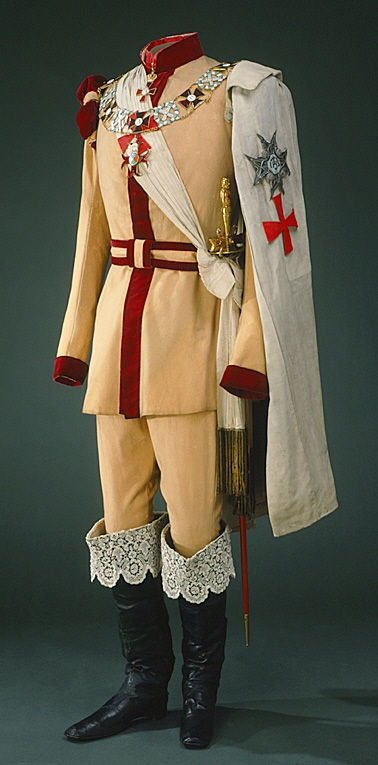
Ceremoniální róba která patřila králi Oskaru I.
Portrét krále Karla XV. v ceremoniální róbě Řádu Karla XIII.
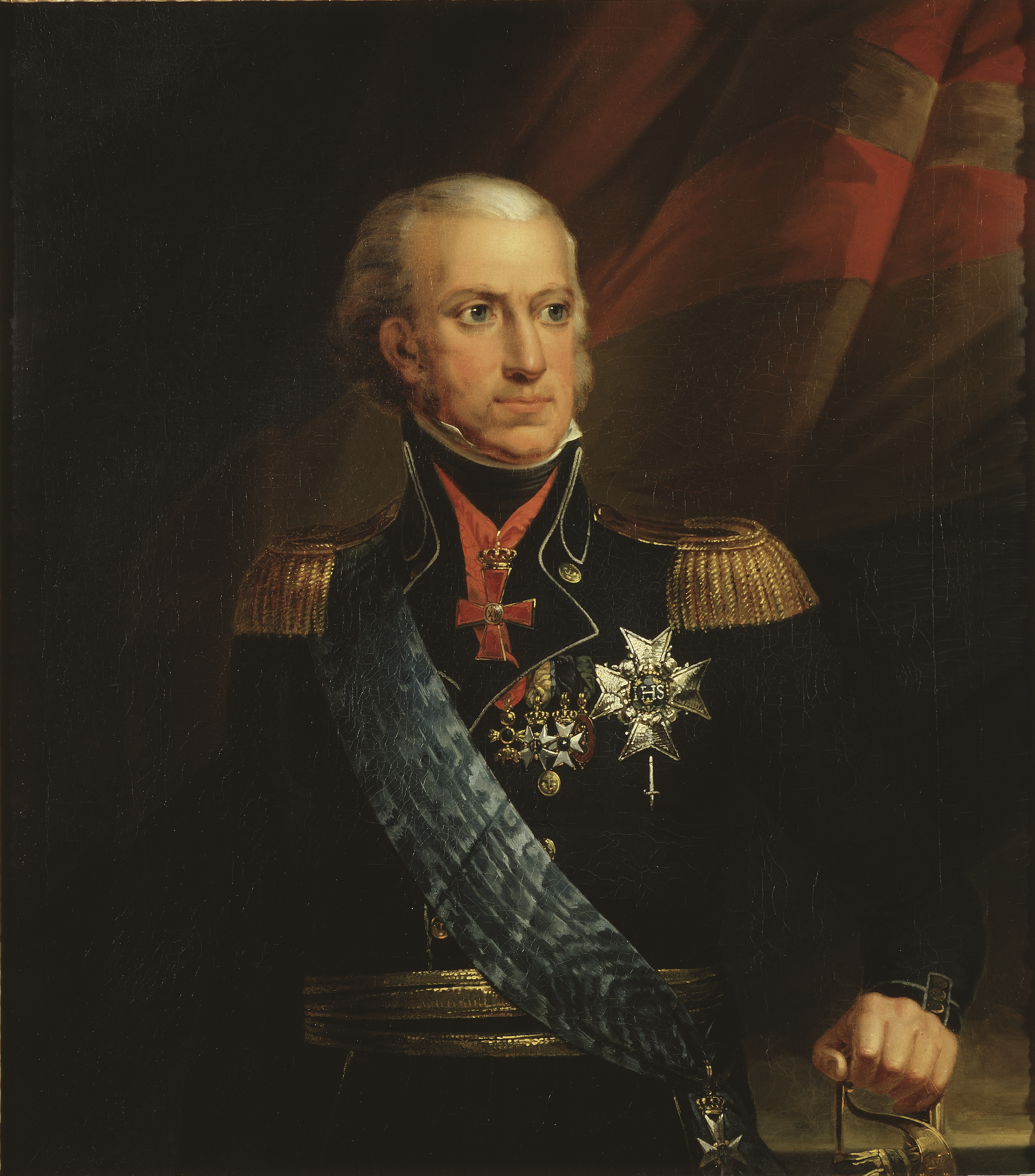
Portrét Karla XIII. s řádovým křížem kolem krku